# Лавров, Вячеслав Васильевич
Вячесла́в Васи́льевич Лавро́в (30 апреля 1958, Киров — 16 мая 2000, Санкт-Петербург) — советский и российский хоккеист. Один из наиболее ярких и результативных нападающих ленинградского СКА, мастер спорта СССР международного класса.

## Биография
Родился 30 апреля 1958 года в Кирове. Воспитанник ДЮСШ города Кирова (первый тренер Ю. Н. Саввов) и кирово-чепецкой «Олимпии» (дебютировал в основном составе в 16 лет).
В сезоне 1978/1979 перешёл в рижский клуб «Латвияс Берз». Летом 1979 года был призван в армию и оказался на предсезонных сборах ЦСКА, но после получения травмы был направлен в фарм-клуб армейцев — СКА МВО. Затем последовало приглашение в ленинградский СКА, дебют в котором состоялся 5 апреля 1980 года.
На позиции центрального нападающего Лавров стал одним из ведущих игроков СКА, отыграв в команде одиннадцать сезонов подряд.
Пик игровой карьеры Лаврова пришёлся на бронзовый сезон СКА 1986/87 в составе тройки Вячеслав Лавров — Михаил Кравец — Сергей Одинцов. Был приглашён в сборную СССР для участия в «Рандеву-87» (матчи против сборной, составленной из лучших игроков НХЛ), где принимал участие во второй победной встрече. Перед чемпионатом мира в Вене Лавров входил в число кандидатов в национальную сборную и участвовал в товарищеских матчах в Финляндии и Швеции.
В течение трёх сезонов (1985/86 — 1987/88) Лавров становился самым результативным в СКА по системе «гол+пас». Всего за время выступлений за команду набрал 265 очков (на тот момент рекорд СКА). На его счету 145 заброшенных шайб (6-й результат) и 120 передач (рекорд) в 435 матчах (6-й результат).
В 1990 году Лавров перешёл в тольяттинскую «Ладу», где установил сохраняющийся клубный рекорд по количеству голевых передач за сезон — 39.
Сезон 1991/92 провёл в финском «Ильвесе». В сезоне 1992/93 вернулся в СКА, но вскоре вновь уехал в Финляндию, где и завершил игровую карьеру в городке Пиетарсаари выступая за команды низших финских лиг.
После возвращения в Санкт-Петербург стал тренером СДЮШОР СКА и проводил набор группы ребят 1987 года рождения. Команда, с которой работал Лавров, считалась сильнейшей в России в своём возрасте.
16 мая 2000 года погиб — его сбил грузовик на Ждановской набережной.

## Достижения
- Победитель "Рандеву-87" (в составе сборной СССР): 1987
- Бронзовый призёр чемпионата СССР 1986/1987.

## Память
В Санкт-Петербурге сыном Андреем Лавровым создана детская хоккейная школа имени Вячеслава Лаврова.
В Ледовом дворце в Зале славы клуба СКА с 26 февраля 2009 года вывешена майка «№ 20 Вячеслав Лавров».
2 мая 2022 г. в ледовом дворце «Олимп-Арена» г. Кирово-Чепецка поднят именной свитер воспитанника хоккейного клуба «Олимпия» Вячеслава Лаврова — № 18.